# Samuel Sugenheim
Samuel Sugenheim (* 8. Mai 1811; † 15. März 1877) war ein deutscher Historiker.

## Leben
Sugenheim wurde 1811 als Sohn eines jüdischen Kaufmanns in Frankfurt geboren. Körperliche Gebrechen erlaubten ihm nur bis zum 13. Lebensjahr die Schule zu besuchen. Sein umfangreiches Wissen auf verschiedensten Gebieten erarbeitete sich Sugenheim im Selbstunterricht. Schriftstellerisch beschränkte sich Sugenheim auf das Gebiet der Geschichtswissenschaft.

## Werke
- Staatsleben des Klerus im Mittelalter, 1839 (archive.org)
- Frankreichs Einfluß auf, und Beziehungen zu Deutschland seit der Reformation bis zur ersten französischen Staatsumwälzung (1517–1789). Erster Band (Bis zum Tode König Heinrichs IV.). Stuttgart 1845. Zweiter Band (1610–1789). Stuttgart 1856.
- Geschichte der Jesuiten in Deutschland, 1847 (UB Paderborn)
- Geschichte der Aufhebung der Leibeigenschaft und Hörigkeit in Europa, 1864 (Google Books)
- Geschichte des deutschen Volkes und seiner Kultur, 1867